# Реал Мадрид C
«Реа́л Мадри́д C» (ісп. Real Madrid C) — колишній іспанський футбольний клуб з Мадрида, заснований 1952 року. Був третьою командою клубу «Реал Мадрид». Розформований у 2015 році.

## Історія

### Колишні назви
- 1952—1990 — «Реал Мадрид Афісіонадес»
- 1990—2015 — «Реал Мадрид C»

Клуб заснований 1952 року під назвою «Реал Мадрид Афісіонадес», гостей приймав на арені «Сьюдад Депортіва», що вміщувала 3 000 глядачів. У Примері і Сегунді команда ніколи не виступала, найкращим результатом є 5-е місце у Сегунді Б сезону 2012/13. По завершенні сезону 2014/15 клуб був розформований.

## Досягнення
- Переможець Терсери (5): 1984-85, 1990-91, 1991-92, 1998-99, 2005-06
- Володар  Кубка іспанської ліги — Терсера (1) : 1983